# 卡帕多細亞的第歐根尼
第歐根尼，前二世紀卡帕多細亞的外交官。
前157年他被自立為卡帕多細亞國王的歐洛斐涅斯命為大使，與提謨修斯攜帶著金冠前往羅馬，與羅馬共和國重續盟約。除此之外，最主要的使命是要抵禦卡帕多細亞被趕出國內的國王阿里阿拉特五世向羅馬人申訴。最後提謨修斯和他的幫手米特里達梯成功完成任務，他們利用謊言和誹謗阿里阿拉特五世，成功讓羅馬元老院議員沒有聽從阿里阿拉特五世申辯。

## 來源
1. ↑   波利比烏斯, xxxii. 24

- 波利比烏斯; Histories（页面存档备份，存于）, Evelyn S. Shuckburgh (translator); 倫敦 - 紐約, (1889)
- 威廉·史密斯，《希腊羅馬的神話和傳記辭典》, "Diogenes (4)", 波士頓, (1867)